# Marathon féminin aux Jeux olympiques d'été de 1988
Pour un article plus général, voir Athlétisme aux Jeux olympiques d'été de 1988.
Navigation
Los Angeles 1984 Barcelone 1992
L'épreuve du marathon féminin aux Jeux olympiques de 1988 s'est déroulée le 23 septembre 1988 dans les rues de Séoul, en Corée du Sud, avec une arrivée au Stade olympique. Elle est remportée par la Portugaise Rosa Mota.

## Résultats

### Finale
| Rang               | Athlète                 | Pays               | Temps           |
| ------------------ | ----------------------- | ------------------ | --------------- |
| Médaille d'or      | Rosa Mota               | Portugal           | 2 h 25 min 40 s |
| Médaille d'argent  | Lisa Martin             | Australie          | 2 h 25 min 53 s |
| Médaille de bronze | Katrin Dörre            | Allemagne de l'Est | 2 h 26 min 21 s |
| 4                  | Tatyana Polovinskaya    | Union soviétique   | 2 h 27 min 05 s |
| 5                  | Zhao Youfeng            | Chine              | 2 h 27 min 06 s |
| 6                  | Laura Fogli             | Italie             | 2 h 27 min 49 s |
| 7                  | Danièle Kaber           | Luxembourg         | 2 h 29 min 23 s |
| 8                  | Maria Curatolo          | Italie             | 2 h 30 min 14 s |
| 9                  | Zoya Ivanova            | Union soviétique   | 2 h 30 min 25 s |
| 10                 | Angie Pain              | Grande-Bretagne    | 2 h 30 min 51 s |
| 11                 | Odette Lapierre         | Canada             | 2 h 30 min 56 s |
| 12                 | Susan Tooby             | Grande-Bretagne    | 2 h 31 min 33 s |
| 13                 | Karolina Szabo          | Hongrie            | 2 h 32 min 26 s |
| 14                 | Françoise Bonnet        | France             | 2 h 32 min 36 s |
| 15                 | Lee Mi-Ok               | Corée du Sud       | 2 h 32 min 51 s |
| 16                 | Raisa Smekhnova         | Union soviétique   | 2 h 33 min 19 s |
| 17                 | Nancy Ditz              | États-Unis         | 2 h 33 min 42 s |
| 18                 | Maria Rebelo-Lelut      | France             | 2 h 33 min 47 s |
| 19                 | Jocelyne Villeton       | France             | 2 h 34 min 02 s |
| 20                 | Conceição Ferreira      | Portugal           | 2 h 34 min 23 s |
| 21                 | Kerstin Preßler         | Allemagne          | 2 h 34 min 26 s |
| 22                 | Wanda Panfil            | Pologne            | 2 h 34 min 35 s |
| 23                 | Antonella Bizioli       | Italie             | 2 h 34 min 38 s |
| 24                 | Evy Palm                | Suède              | 2 h 34 min 41 s |
| 25                 | Eriko Asai              | Japon              | 2 h 34 min 41 s |
| 26                 | Lizanne Bussieres       | Canada             | 2 h 35 min 03 s |
| 27                 | Gabriela Wolf           | Allemagne          | 2 h 35 min 11 s |
| 28                 | Kumi Araki              | Japon              | 2 h 35 min 15 s |
| 29                 | Misako Miyahara         | Japon              | 2 h 35 min 26 s |
| 30                 | Zhong Huandi            | Chine              | 2 h 36 min 02 s |
| 31                 | Ellen Rochefort         | Canada             | 2 h 36 min 44 s |
| 32                 | Susan Crehan            | Grande-Bretagne    | 2 h 36 min 57 s |
| 33                 | Lorraine Moller         | Nouvelle-Zélande   | 2 h 37 min 52 s |
| 34                 | Carla Beurskens         | Pays-Bas           | 2 h 37 min 52 s |
| 35                 | Magda Ilands            | Belgique           | 2 h 38 min 02 s |
| 36                 | Sissel Grottenberg      | Norvège            | 2 h 38 min 17 s |
| 37                 | Im Eum-Joo              | Corée du Sud       | 2 h 38 min 21 s |
| 38                 | Marcianne Mukamurenzi   | Rwanda             | 2 h 40 min 12 s |
| 39                 | Margaret Groos          | États-Unis         | 2 h 40 min 59 s |
| 40                 | Cathy O'Brien           | États-Unis         | 2 h 41 min 04 s |
| 41                 | Tuija Jousimaa          | Finlande           | 2 h 43 min 00 s |
| 42                 | Sinikka Keskitalo       | Finlande           | 2 h 43 min 00 s |
| 43                 | Blanca Jaime            | Mexique            | 2 h 43 min 00 s |
| 44                 | Angélica de Almeida     | Brésil             | 2 h 43 min 40 s |
| 45                 | Ludmila Melicherová     | Tchécoslovaquie    | 2 h 43 min 56 s |
| 46                 | Ailish Smyth            | Irlande            | 2 h 44 min 17 s |
| 47                 | Genoveva Eichenmann     | Suisse             | 2 h 44 min 37 s |
| 48                 | Rosmarie Müller         | Suisse             | 2 h 47 min 31 s |
| 49                 | Pascaline Wangui        | Kenya              | 2 h 47 min 42 s |
| 50                 | Apollinaire Nyinawabera | Rwanda             | 2 h 49 min 18 s |
| 51                 | Maryse Justin           | Maurice            | 2 h 50 min 00 s |
| 52                 | Michelle Bush           | Îles Caïmans       | 2 h 51 min 30 s |
| 53                 | María Menéndez          | Mexique            | 2 h 51 min 33 s |
| 54                 | Li Juan                 | Chine              | 2 h 53 min 08 s |
| 55                 | Linda Hunter            | Zimbabwe           | 2 h 53 min 17 s |
| 56                 | Cornelia Melis          | Aruba              | 2 h 53 min 24 s |
| 57                 | Marie-Louise Rollins    | Irlande            | 2 h 54 min 37 s |
| 58                 | Kriscia García          | Salvador           | 3 h 04 min 21 s |
| 59                 | Julie Ogbourn           | Guam               | 3 h 06 min 05 s |
| 60                 | Rajkumari Pandey        | Népal              | 3 h 10 min 31 s |
| 61                 | Menuka Rawat            | Népal              | 3 h 11 min 17 s |
| 62                 | Arlene Vincent Mark     | Grenade            | 3 h 23 min 56 s |
| 63                 | Lourdes Kiltzkie        | Guam               | 3 h 25 min 32 s |
| 64                 | Mariana Ysrael          | Guam               | 3 h 42 min 23 s |
| —                  | Grete Waitz             | Norvège            | DNF             |
| —                  | Agnes Pardaens          | Belgique           | DNF             |
| —                  | Kim Mi-Kyung            | Corée du Sud       | DNF             |
| —                  | Bente Moe               | Norvège            | DNF             |
| —                  | Mar Mar Min             | Birmanie           | DNF             |
| —                  | Birgit Stephan          | Allemagne de l'Est | DNS             |
| —                  | Aurora Cunha            | Portugal           | DNS             |
| —                  | Katerina Pratsi         | Chypre             | DNS             |

## Légende
Records et Performances
- AR : Record continental (area record)
- CR : Record des championnats (championship record)
- MR : Record du meeting (meet record)
- NR : Record national (national record)
- OR : Record olympique (olympic record)
- PR : Record paralympique (paralympic record)
- PB : Record personnel (personal best)
- SB : Meilleure performance personnelle de la saison (season's best)
- WL : Meilleure performance mondiale de l'année (world leader)
- WJR : Record du monde junior (world junior record)
- WR : Record du monde (world record)

Circonstances et Conditions
- DNF : N'a pas terminé (did not finish)
- DNS : N'a pas pris le départ (did not start)
- DQ : Disqualification (disqualification)
- NM : Aucun essai valable enregistré (No Mark)
- Q : Qualifié « directement » au prochain tour (ou à la prochaine compétition), lors d'une compétition majeure, grâce au classement ou à la réalisation des minima (automatic qualifier)
- q : Qualifié au prochain tour (ou à la prochaine compétition), lors d'une compétition majeure, grâce au repêchage ou à la réalisation de l'une des meilleures performances parmi celles des « non qualifiés directement » (grâce au meilleur temps ou à la meilleure distance par exemple) (secondary qualifier)